# Гибсон, Дэниел
Дэ́ниел Хи́рам Ги́бсон (англ. Daniel Hiram Gibson; родился 27 февраля 1986 года в Хьюстоне, штат Техас) — американский профессиональный баскетболист, выступавший за команду Национальной баскетбольной ассоциации «Кливленд Кавальерс». В составе школьной команды стал чемпионом штата Техас, два сезона отыграл за команду Техасского университета в Остине. Был выбран под 42-м номером на драфте НБА 2006 года.

## Биография
Дэниел родился в Хьюстоне в семье Байрона и Шерил Гибсонов, его отец играл в баскетбол за команду Хьюстонского университета. Гибсон хорошо учился в старшей школе Джонса в Хьюстоне, был членом Национального общества почёта, куда принимают выпускников с оценками на уровне 10-12. Дэниел также был звездой школьной баскетбольной команды, в выпуском классе он в среднем за игру школьного чемпионата набирал 25,5 очков и делал 9,3 передач. В 2004 году он помог школьной команде выиграть чемпионат Техаса впервые с 1965 года, а сам был включён в символическую сборную среди школьников по версии McDonald's.
После окончания школы Гибсон поступил в Техасский университет в Остине. Тренер баскетбольной команды сразу же доверил ему место стартового разыгрывающего защитника. В студенческом чемпионате Гибсон сыграл 68 игр, в среднем набирая 13,8 очков, 3,6 подборов и 3,5 передачи. В дебютном сезоне Дэниела признали лучшим новичком конференции Big 12. Во втором сезоне он был удостоен почётного упоминания при оглашении состава символической сборной среди студентов по версии Associated Press, был включён в третью сборную конференции Big 12. Также Гибсон установил рекорд университета по числу заброшенных за сезон трёхочковых бросков — 101.
На драфте НБА 2006 года Гибсон во втором раунде под общим 42-м номером был выбран командой «Кливленд Кавальерс».

## Личная жизнь
В марте 2009 года Гибсон начал встречаться с R&B-исполнительницей Кейшей Коул. 1 января 2010 года они обручились, а 2 марта Коул родила сына, Дэниела Хайрама Гибсона-младшего. 21 мая 2011 года Гибсон и Коул поженились в Кливленде на закрытой церемонии. 24 сентября того же года они провели пышную свадебную церемонию на Гавайях. В первом квартале 2012 года должен начаться показ реалити-шоу о жизни Гибсон и Коул под названием Family First.

## Статистика

### Статистика в НБА
| Сезон                                                                                    | Команда  | Регулярный сезон | Регулярный сезон | Регулярный сезон | Регулярный сезон | Регулярный сезон | Регулярный сезон | Регулярный сезон | Регулярный сезон | Регулярный сезон | Регулярный сезон | Регулярный сезон | Серия плей-офф | Серия плей-офф | Серия плей-офф | Серия плей-офф | Серия плей-офф | Серия плей-офф | Серия плей-офф | Серия плей-офф | Серия плей-офф | Серия плей-офф | Серия плей-офф |
| Сезон                                                                                    | Команда  | GP               | GS               | MPG              | FG%              | 3P%              | FT%              | RPG              | APG              | SPG              | BPG              | PPG              | GP             | GS             | MPG            | FG%            | 3P%            | FT%            | RPG            | APG            | SPG            | BPG            | PPG            |
| ---------------------------------------------------------------------------------------- | -------- | ---------------- | ---------------- | ---------------- | ---------------- | ---------------- | ---------------- | ---------------- | ---------------- | ---------------- | ---------------- | ---------------- | -------------- | -------------- | -------------- | -------------- | -------------- | -------------- | -------------- | -------------- | -------------- | -------------- | -------------- |
| 2006/07                                                                                  | Кливленд | 60               | 16               | 16,5             | 42,4             | 41,9             | 71,8             | 1,5              | 1,2              | 0,4              | 0,1              | 4,6              | 20             | 3              | 20,1           | 43,1           | 40,9           | 88,4           | 1,6            | 1,1            | 0,6            | 0,2            | 8,3            |
| 2007/08                                                                                  | Кливленд | 58               | 26               | 30,4             | 43,2             | 44,0             | 81,0             | 2,3              | 2,5              | 0,8              | 0,2              | 10,4             | 11             | 0              | 25,8           | 44,9           | 45,2           | 71,4           | 1,7            | 2,5            | 0,6            | 0,2            | 9,0            |
| 2008/09                                                                                  | Кливленд | 75               | 0                | 23,9             | 39,1             | 38,2             | 76,7             | 2,1              | 1,8              | 0,6              | 0,2              | 7,8              | 14             | 0              | 12,3           | 32,5           | 35,7           | 100,0          | 0,5            | 0,4            | 0,1            | 0,2            | 3,4            |
| 2009/10                                                                                  | Кливленд | 56               | 10               | 19,1             | 46,6             | 47,7             | 69,4             | 1,3              | 1,3              | 0,4              | 0,1              | 6,3              | 5              | 0              | 4,6            | 28,6           | 25,0           | 100,0          | 0,6            | 0,2            | 0,0            | 0,0            | 1,4            |
| 2010/11                                                                                  | Кливленд | 67               | 15               | 27,8             | 40,0             | 40,3             | 82,2             | 2,6              | 3,0              | 0,7              | 0,3              | 11,6             | Не участвовал  | Не участвовал  | Не участвовал  | Не участвовал  | Не участвовал  | Не участвовал  | Не участвовал  | Не участвовал  | Не участвовал  | Не участвовал  | Не участвовал  |
| 2011/12                                                                                  | Кливленд | 35               | 7                | 26,2             | 35,1             | 39,6             | 79,1             | 2,9              | 2,2              | 0,7              | 0,5              | 7,5              | Не участвовал  | Не участвовал  | Не участвовал  | Не участвовал  | Не участвовал  | Не участвовал  | Не участвовал  | Не участвовал  | Не участвовал  | Не участвовал  | Не участвовал  |
| 2012/13                                                                                  | Кливленд | 46               | 3                | 20,0             | 34,0             | 34,4             | 70,3             | 1,3              | 1,8              | 0,7              | 0,1              | 5,4              | Не участвовал  | Не участвовал  | Не участвовал  | Не участвовал  | Не участвовал  | Не участвовал  | Не участвовал  | Не участвовал  | Не участвовал  | Не участвовал  | Не участвовал  |
|                                                                                          | Всего    | 397              | 77               | 23,5             | 40,2             | 40,7             | 78,0             | 2,0              | 2,0              | 0,6              | 0,2              | 7,8              | 50             | 3              | 17,6           | 41,5           | 40,7           | 87,1           | 1,2            | 1,1            | 0,4            | 0,2            | 6,4            |
| Наведите курсор мыши на аббревиатуры в заголовке таблицы, чтобы прочесть их расшифровку. |          |                  |                  |                  |                  |                  |                  |                  |                  |                  |                  |                  |                |                |                |                |                |                |                |                |                |                |                |

### Статистика в NCAA
| Сезон | Команда | Conf   | Class | GP | GS | MPG  | FG%  | 3P%  | FT%  | RPG | APG | SPG | BPG | PPG  |
| --- | ------- | ------ | ----- | -- | -- | ---- | ---- | ---- | ---- | --- | --- | --- | --- | ---- |
| 2004/05 | Техас   | Big 12 | FR    | 31 | 31 | 32,8 | 41,7 | 39,8 | 75,2 | 3,6 | 3,9 | 1,8 | 0,3 | 14,2 |
| 2005/06 | Техас   | Big 12 | SO    | 37 | 37 | 33,2 | 40,5 | 38,0 | 72,6 | 3,6 | 3,1 | 1,3 | 0,3 | 13,4 |
| Всего | Всего   | Всего  | Всего | 68 | 68 | 33,0 | 41,1 | 38,7 | 74,1 | 3,6 | 3,5 | 1,5 | 0,3 | 13,8 |
| Наведите курсор мыши на аббревиатуры в заголовке таблицы, чтобы прочесть их расшифровку Статистика приведена с сайта sports-reference.com |         |        |       |    |    |      |      |      |      |     |     |     |     |      |